# タンクバッグ
タンクバッグとはオートバイ用のバッグの形態の1つで、座席（シート）とハンドルバーの間にある燃料タンクの上に積載することに特化した構造を持つ鞄である。

## 概要
タンクバッグは、コロナ産業株式会社(現・コロナ産業プロダクツ)の創業者である下崎鶴之助が、1957年に世界初のタンクバッグ「コロナツーリングバッグ」を開発して誕生した。オートバイの多くの車種では手荷物を置くのに十分な大きさを持つ燃料タンクがシートの前方に配置されていて、旧来より燃料タンクの上に手荷物を積載する方法がとられてきた。旧い車種には燃料タンクにフックやキャリアが設けられているものがあり、ベルトなどを使って汎用のバッグを固定できた。近年のオートバイにはタンクに荷物を固定できる構造を持つ車種はなくなり、こうしたタンクの上にも固定できるように工夫されたバッグが製品化されている。ただし、オフロードバイクのように細く小さなタンクには対応していない製品がほとんどで、ビジネスバイクやスクーターのようにシートの前方にタンクやそれに代わる構造がない車種では取り付けることができない。
バッグ本体の素材は一般的なバッグと同様に布や革が多く、一部に塩化ビニル樹脂やゴムなどが使われることもある。タンクにできるだけ密着して、乗員の乗車姿勢を阻害しないような形状や大きさに作られており、タンクに固定するためのストラップやゴム磁石を内蔵したフラップ状の部品を備えている。燃料タンクなどの表面に傷が付きにくいように、バックルなどにはプラスチックが使われることが多く、金属製バックルはあまり使われない。
車両へ装着する方式は、磁石式かベルト式のいずれかである場合が多い。1980年代以前はベルト式がほとんどであったが、強力な磁石が開発されたことやカウル付きのバイクが増えたことで、走行中に風でバッグが吹き飛ぶという欠点がほとんど克服され、磁石式の製品が多くなった。しかし1990年代以降には、磁石が効かない合成樹脂製の燃料タンクを採用した車種や、合成樹脂製のタンクに似た形状の外装部品（ダミータンク）を採用した車種が現れるようになり、ベルト式も復権している。その他には、燃料タンクを覆う専用カバーに専用フックを設けて固定する方式や、タンクキャップ（給油口）に取り付ける専用の金具に固定する方式、吸盤による固定などがある。

## 主な利点
積載量をキャリア（荷台）やリアシート（後部座席）以外の場所に増やすことができるだけでなく、運転者の目が届きやすい位置に積載できることによる利点も多い。たとえば、運転中に積載状態が確認しやすく車両から落下させにくい。あるいは落下させても運転者がすぐに認識できる。バッグの上面に透明なポケットを配して、地図を開いて入れることができるものや、携行型のナビゲーションシステムを搭載できるような構造を持つものもある。手が届きやすい位置にあることも利点で、停車中に跨がったままでも手回り品を出し入れしやすく、小銭を保持するコインホルダーを備えた製品もある。また、多くの製品は着脱が容易にできる構造を持っていて、降車の際には車両から取り外して、付属の肩掛けベルトなどで携行できるものが多い。

## 欠点
磁石を利用した方式のタンクバッグでは、その磁気により磁気カードや時計といった機器の機能を損ねてしまう恐れがある。タンクバッグの取り付け位置や取り付け方法によっては車両のハンドルを大きく切った際に、バッグもしくは固定用のベルトなどがハンドルのホーンやセルモーターの作動スイッチを押してしまう場合がある。